# Arthur Pries
Arthur Johannes Tobias Pries (* 27. Dezember 1880 in Bützow; † 19. August 1941 in Schwerin) war ein deutscher Architekt und mecklenburgischer Baubeamter.

## Leben
Arthur Pries war der Sohn des Lehrers und Pastors Robert Pries aus dessen Ehe mit Elise, geb. Weber (1856–1881). Er wuchs mit fünf Halbgeschwistern auf – aus der zweiten Ehe seines Vaters mit Christine, geb. Koch (1861–1952). Seine Kindheit verbrachte er bis zum zwölften Lebensjahr in Satow bei Malchow. Nach dem Besuch der Großen Stadtschule in Rostock bis zum Abitur Ostern 1872 absolvierte er ein Hochbaustudium an der Technischen Hochschule München und der Technischen Hochschule Charlottenburg, gefolgt 1900 vom Dienst als Einjährig-Freiwilliger im Füsilier-Regiment Nr. 90.
Nach der Ableistung der Militärzeit wurde er im Dienst der Bauverwaltung von Mecklenburg-Schwerin tätig und war so etwa 1907/08 als Regierungsbauführer (Referendar) an der Restaurierung der St.-Marien-Kirche in Parchim beteiligt. Am Ersten Weltkrieg nahm er mit dem Reserve-Infanterie-Regiment Nr. 90 als Hauptmann d. R. teil, wobei er mehrfach verwundet wurde. 1915 wurde ihm das Eiserne Kreuz 2. Klasse verliehen und 1916 das Großherzoglich Mecklenburg-Schwerinsche Militär-Verdienstkreuz 2. Klasse.
Nach mehreren Jahren als Großherzoglicher Regierungsbaumeister im „Ministerialbaubureau“ in Schwerin war er 14 Jahre als Regierungsbaurat Vorsteher des Mecklenburg-Schwerinschen Hochbauamtes in Waren (Müritz). Er war Mitglied im „Mecklenburgischen Architekten- und Ingenieur-Verein zu Schwerin“ und ab 1934 Mitglied im „Verein für mecklenburgische Geschichte und Altertumskunde.“ Als Nachfolger von Adolf Friedrich Lorenz wurde er 1934 zum Oberregierungsrat ernannt und mit der Funktion des Baurates und Leiters der Hochbauabteilung im mecklenburgischen Staatsministerium der Finanzen in Schwerin betraut. Zudem war er Mitglied in mehreren Prüfungsausschüssen, etwa für die praktische Forstverwaltungsprüfung und die Baumeisterprüfung der Handwerkskammer.
Arthur Pries’ Ernennung zum  Regierungsdirektor erfolgte 1937. Neben der Arbeit in der Hochbauabteilung war er ab 1938 im Landesamt für Denkmalpflege als Denkmalpfleger für „Baudenkmale der geschichtlichen Zeit“ zuständig. Sein Interesse an Denkmalpflege und Heimatschutz wurde auch an den zahlreichen Artikeln erkennbar, die er in Mecklenburg – Zeitschrift des Heimatbundes Mecklenburg und in den Mecklenburgischen Monatsheften veröffentlichte, mehrfach mit eigenen Federzeichnungen und Aquarellen illustriert.
Arthur Pries war verheiratet mit Elsa, geb. Propp (* 1882), Tochter des Bützower Mühlenpächters. Er verstarb 1941 in seinem 61. Lebensjahr in Schwerin. Er wurde in Rostock auf dem Alten Friedhof in einem Familiengrab bestattet, 1967 erfolgte die Umbettung nach Bützow. Sein Onkel Friedrich Pries war ebenfalls als Baubeamter in Mecklenburg tätig.

## Schriften (Auswahl)
- Stammbaum der Familie Pries. (1911)
- Beiträge in Mecklenburg. Zeitschrift des Heimatbundes Mecklenburg:

Eine stille Stätte inmitten der Residenz. 1 (1906), S. 109–111 (Digitalisat)
Alte Bauernhäuser in Schlemmin bei Bützow. (1914), S. 2–5 (Digitalisat)
Das Herrenhaus in Zühr. (1938), S. 25–27 (Digitalisat)
- Was ist Verunstaltung? Backsteinbau oder Putz? Steildach oder Flachdach? Persönliche Gedanken eines mecklenburgischen Baupolizeibeamten.  Schwarzpresse des Ministeriums, Schwerin (1937) (Rezension in: Mecklenburg. Zeitschrift des Heimatbundes Mecklenburg (1937), S. 107)
- Beiträge in Mecklenburgische Monatshefte:

Die Hintersandpropstei: eine geschichtliche, ethno- und geographische Studie. (1926)
Rund um die Müritz. (1926)
Waren. (1927)
Von Schmiedekunst und Grabkreuz. (1931)
Parchims Kunst- und Baudenkmäler. (1934)
Mulapen (Pferdeköpfe als Giebelzierde). (1938)
- Beiträge in Kommunalpolitische Schriftenreihe der Seestadt Rostock:

Blücherplatz und das Blücherdenkmal in Rostock. (1938)
Herausgeber
- Das R.I.R. 90. 1914–1918.[7] Stalling, Oldenburg i. O. 1925 [= Erinnerungsblätter deutscher Regimenter; Nr. 153] (Oskar von Watter: Geleitwort)
(urn:nbn:de:bsz:24-digibib-bsz4973739636)